# Staatliche Berufsschule Weißenburg
Die Staatliche Berufsschule Weißenburg i. Bay. ist eine öffentliche Berufsschule in Weißenburg in Bayern unter Trägerschaft des Landkreises Weißenburg-Gunzenhausen. Sie liegt am östlichen Stadtrand unweit der Altstadt im Schulzentrum Weißenburg in Bayern am Römerbrunnenweg 8. Im Schuljahr 2021/22 hatte die Berufsschule 476 Schüler, die von 20 hauptamtlichen Lehrkräften unterrichtet wurden. Die angebotenen Berufsfelder sind Wirtschaft und Verwaltung, Metalltechnik, Ernährung und Hauswirtschaft, Fahrzeugtechnik sowie Monoberufe.

## Architektur und Baugeschichte
Das Gebäude wurde 1956 errichtet. Es folgten 1975 der Bau der Werkstätten und 1993 eine Erweiterung und Neugestaltung der Anlage.